# Melanagromyza perinetensis
Melanagromyza perinetensis este o specie de muște din genul Melanagromyza, familia Agromyzidae, descrisă de Spencer în anul 1959.
Este endemică în Madagascar. Conform Catalogue of Life specia Melanagromyza perinetensis nu are subspecii cunoscute.